# Limonia deferi
Limnobia deferi
Espèce
Synonymes
- Limnobia deferi Théobald, 1937

Limonia deferi est une espèce fossile d'insectes diptères de la famille des Tipulidae et de la sous-famille des Limoniinae dans le genre Limonia.

## Classification
L'espèce Limonia deferi est décrite 1937 par le paléontologue français Nicolas Théobald (1903-1981) dans sa thèse de ,. 

### Fossiles
L'holotype R 497 de l'ère Cénozoïque, et de l'époque Oligocène (33,9 à 23,03 Ma.) fait partie de la collection Mieg conservée au musée d'histoire naturelle de Bâle en Suisse et vient du gisement de Kleinkembs. 

### Étymologie
L'épithère specifique deferi fait hommage, selon Nicolas Théobald, à son ancien professeur, agrégé de sciences naturelles : 

« Nota. - Nous dédions cette espèce à notre ancien professeur, M. F. Defer, agrégé de sciences naturelles, inspecteur d'académie. »

### Renommage
Cette espèce est renommée en même temps que le genre en 1994 par l'entomologiste américain Neal Luit Evenhuis (1952-),.

## Description

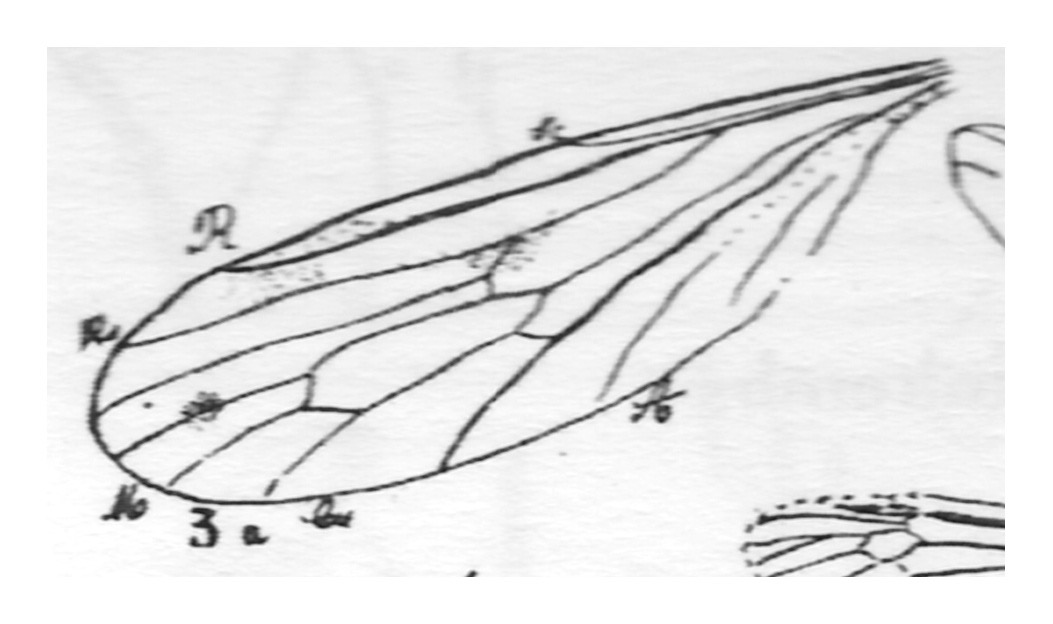
Limnobia Deferi N. Théobald holotype, éch. R497 x 3,3 p. 236 pl XVIII Diptères du Sannoisien de Kleinkembs - détail de l'aile.

### Caractères
La diagnose de Nicolas Théobald en 1937, : 

« Insecte de petite taille. Tête, thorax jaune ferrugineux, antenne et pattes jaune brunâtre, abdomen noirâtre, ailes jaunes. Tête petite, yeux composés, de forme ovale, séparés, à facettes égales ; clypeus allongé, porte des fragments d'antennes pluriarticulées, homonomes. Cou étroit et allongé. Thorax ferrugineux, pronotum étroit ; mésonotum plus large que le prothorax, fortement bombé sur le dos, suture transverse nette ; scutellum arrondi à l'arrière ; métanotum court. Abdomen allongé, subcylindrique, à peine renflé, apex arrondi. Pattes grêles, longues, velues ; tibias I plus longs que les fémurs I. Ailes longues et étroites, stigma peu marqué, une grande tache foncée autour de la cellule discoïdale, une autre, plus petite que la première, vers le milieu de l'aile. Nervation bien conservée (v. fig.) ; C se termine au sommet de l'aile, Sc se termine vers le milieu de l'aile, un peu au-delà de l'origine de Rs ; R se termine à peine avant le sommet de l'aile ; Rs se détache avant le milieu de l'aile, bifurqué ; M se divise en trois branches, cellule discoïdale fermée, de forme allongée ; Cu forte, A effacée. Balanciers de petite taille, cuiller sphérique.. »

### Dimensions
La longueur totale est de 4,2 mm, la tête a une longueur 0,7 mm et une largeur de 0,4 mm, le thorax a une longueur 0,75 mm et une hauteur de 0,9 mm, l'abdomen a une longueur 2,75 mm et une largeur de 0,7 mm, l'aile a une longueur 4,5 mm et une largeur de 1,5 mm.

### Affinités
« Les caractères des Tipulidae apparaissent nettement sur l'échantillon. La nervation est celle des Limnobiinae. La nervure Sc se termine un peu au-delà de la naissance de Rs ; on retrouve cette disposition dans le genre Limnobia Meig. Par la nervation et l'ornementation, l'échantillon se rapproche de L. longinervis Brunner des Indes ; mais la taille de L. deferi est inférieure à celle de L. longinervis.. »

## Biologie
« Le g. Limnobia comprend actuellement plus de 200 espèces, il a une extension universelle. Les adultes vivent dans les endroits humides, dans les sous-bois marécageux. Les larves se nourrissent de débris végétaux en décomposition ou de champignons.. »

## Galerie
- Espèces vivantes du genre Limonia.
- Limonia dilutior.
- Limonia flavipes.
- Limonia medexocha.
- Limonia nubeculosa.
- Limonia nigropunctata.
- Limonia sylvicola.
- Limonia triocellata - aile
- Limonia macrostigma - aile

### Publication originale
- [1937] Nicolas Théobald, « Les insectes fossiles des terrains oligocènes de France 473 p., 17 fig., 7 cartes,13 tables, 29 planches hors texte », Bulletin Mensuel de la Société des Sciences de Nancy et Mémoires de la Société des sciences de Nancy, Imprimerie G. Thomas,‎ 1937, p. 1-473 (ISSN 1155-1119 et 2263-6439, OCLC 786027547). .